# Жуковляне
Жуковляне — деревня в Котельничском районе Кировской области России. Входит в состав Александровского сельского поселения.

## География
Деревня находится в западной части Кировской области, в подзоне южной тайги, на левом берегу реки Большой Ацвеж, к северу от автодороги Р243, на расстоянии приблизительно 15 км (по прямой) к западу-юго-западу (WSW) от города Котельнич, административного центра района. Абсолютная высота — 133 м над уровнем моря.
Климат
Климат характеризуется как континентальный, с продолжительной холодной многоснежной зимой и умеренно тёплым летом. Среднегодовая температура — 1,8 °C. Средняя температура воздуха самого холодного месяца (января) составляет −13,9 °C (абсолютный минимум — −46 °С); самого тёплого месяца (июля) — 17,9 °C (абсолютный максимум — 35 °С). Безморозный период длится в течение 114—122 дней. Годовое количество атмосферных осадков — 515 мм, из которых 365 мм выпадает в тёплый период года. Устойчивый снежный покров образуется в середине ноября и держится 160—170 дней.

## Население
| 2010 |
| ---- |
| 1    |

Половой состав
По данным Всероссийской переписи населения 2010 года, в гендерной структуре населения мужчины составляли 100 %.
Национальный состав
Согласно результатам переписи 2002 года, в национальной структуре населения русские составляли 100 % из 4 чел.

## Жуковлянские валуны
Поселение имеет некоторую известность за счёт шаровидных конкреций возрастом 250 миллионов лет известных как «Жуковлянские валуны». «Камни» находятся в особо охраняемой природной территории местного значения «Жуковлянские шаровидные конкреции».